# نظام إدارة التعلم

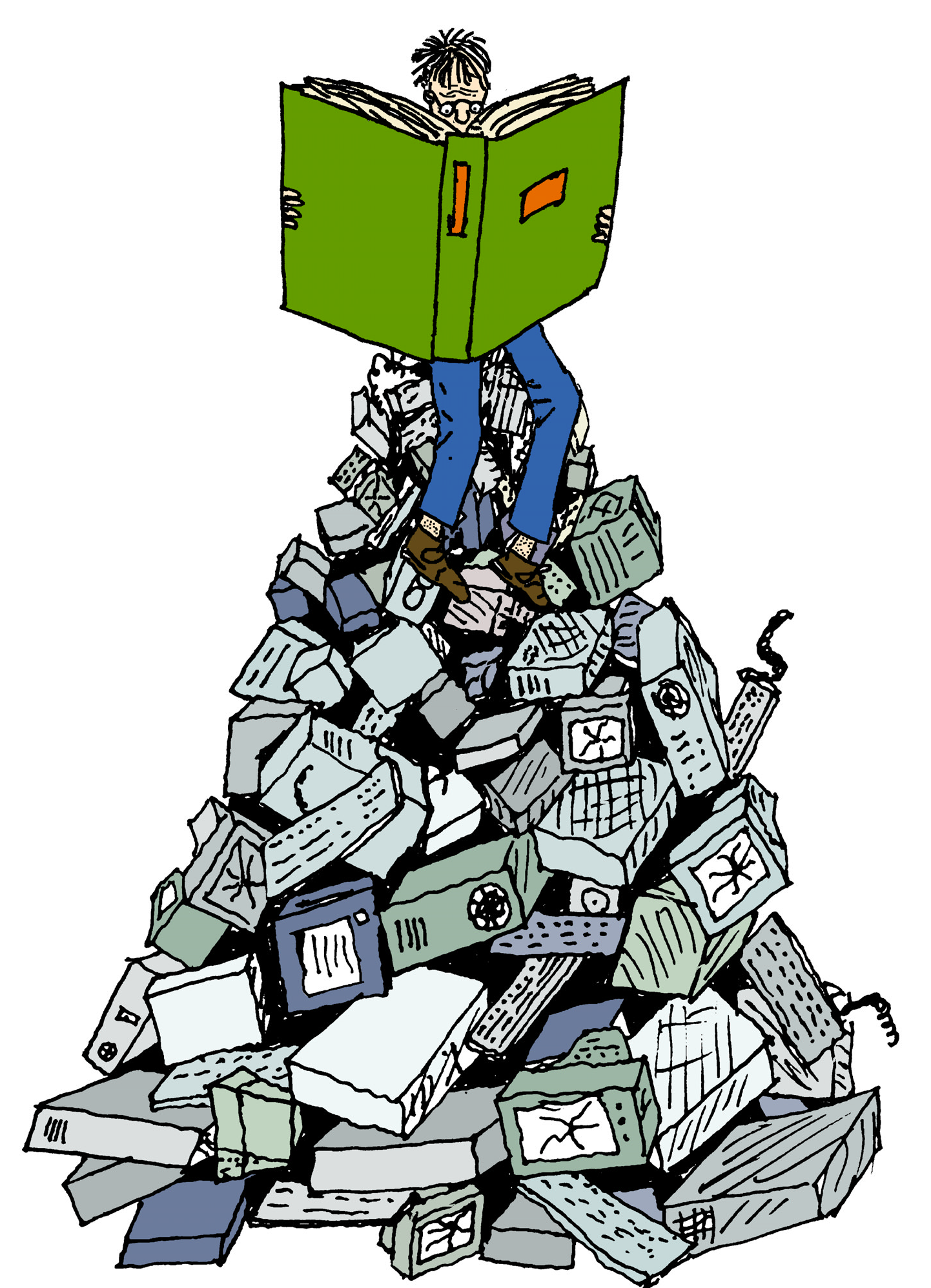

نظام إدارة التعلم (بالإنجليزية: LMS: Learning Management System)‏ هو برنامج حاسوبي صمم للمساعدة في إدارة ومتابعة وتقييم التدريب والتعليم المستمر. حيث جميع أنشطة التعلم تتم عبر النت أي عن بعد.
يوصف أيضا بمنصة للتعلم الإلكتروني (بالإنجليزية: e-learning)‏. وهو من أهم الأدوات الحديثة للتعليم عن بعد عبر الويب.

## مهام النظام
يسمح هذا النوع من البرامج للأساتذة والمساعدين والطلبة بتوفير جميع الأدوات اللازمة لإتمام العمليات التعليمية. كل ذلك عبر موقع ويب واحد.
من مهام المنصة :
- استضافة المحتويات التعليمية متعددة الوسائط.
- مراقبة صلاحيات المنتسبين في استعمال الموارد.
- توفير نشاطات بيداغوجية.
- تسهيل مهام الأساتذة والمساعدين في متابعة الطلبة في مسارهم التعليمي.

## أمثلة
- مودل
- تدارس
- دوكيوس
- بلاك بورد
- غانيشا (برنامج)
- IM LMS
- Docebo